# Hemswell
Hemswell – wieś w Anglii, w hrabstwie Lincolnshire, w dystrykcie West Lindsey. Leży 20 km na północ od Lincoln i 214 km na północ od Londynu.